# Roteamento de alho
Roteamento de alho (garlic routing) é uma variante do roteamento de cebola (onion routing) que criptografa várias mensagens juntas para tornar mais difícil para os atacantes realizarem análises de tráfego e aumentar a velocidade de transferência de dados.
Michael J. Freedman definiu o roteamento de alho como uma extensão do roteamento de cebola, no qual várias mensagens são agrupadas. Ele chamou cada mensagem de "lâmpada" (bulb), enquanto a I2P as chama de " dentes de alho" (garlic cloves). Todas as mensagens, cada uma com suas próprias instruções de entrega, são expostas no endpoint.  Isso permite o agrupamento eficiente de um "bloco de resposta" de roteamento de cebola com a mensagem original. 
O roteamento de alho é um dos principais fatores que distinguem o I2P do Tor e outras redes de privacidade ou criptografia. O nome faz alusão à planta alho, cuja estrutura este protocolo se assemelha. "Roteamento de alho" foi cunhado pela primeira vez por Michael J. Freedman na tese de mestrado Free Haven de Roger Dingledine, Seção 8.1.1 (junho de 2000), como derivado do roteamento de cebola. No entanto, a implementação do roteamento de alho em I2P difere do projeto proposto por Freedman. A principal diferença é que o roteamento de alho possui túneis unidirecionais, enquanto alternativas convencionais como Tor e Mixmaster usam túneis bidirecionais.